# Нигде (филм из 2017)
Нигде је српски играни филм из 2017. године, који је режирао Предраг Велиновић, а за који су поред њега сценарио писали и Ранко Божић и Саша Вечански.
Филм је 26.  августа 2017. године имао своју светску премијеру и премијеру у Србији, тог дана је приказан Филмском фестивалу у Монтреалу и на 52. Филмским сусретима у Нишу.

## Радња
Наташа, Буре и Антоан су троје нераздвојних пријатеља, који су завршили гимназију у Београду. Њихов однос балансира на танкој линији између пријатељства и љубави. 
Оне ноћи кад је Тамара рођена, Антоан је ухваћен и одведен у неки туђи рат. 
После рата одлучују, након Наташиног инсистирања, да напусте земљу и да оду у Шведску, а Буре им помаже око виза.
У Шведској једно време живе заједно, Буре брзо проналази посао као такси возач, док Антоан не успева да нађе прави посао. Бринући се о Тамари, Наташа проналази посао са рачунарима, али и то је мало новца. Антоан троши кладећи се на коњским тркама, на којима је његово грло Аљаска увек последње, али Антоан види победу у њеним очима. 
Наташа често дуже остаје на послу и започиње везу са својим шефом, кога Антоан зове Карл Билт. Ускоро, њихово поверење је на проби, и свако од њих креће својим путем, Буре почиње да ради у стриптиз клубу као забављач, носећи костим гориле, Антоан понекад долази до велике куће у којој живе Наташа и Карл Билт, али никада не улази унутра, долази само да види Тамару, а живи од новца који му позајмљује Буре, он не успева да се снађе, не успева да схвати другу културу и друге обичаје и жели да се врати кући, али не може да прихвати живот без Тамаре...

## Улоге
| Глумац              | Улога     |
| ------------------- | --------- |
| Небојша Миловановић | Антоан    |
| Марија Бергам       | Наташа    |
| Милош Самолов       | Буре      |
| Ерол Кадић          | Карл Билт |
| Борис Шавија        | Јосип     |
| Андрија Даничић     |           |
| Снежана Кнежевић    |           |
| Мишко Ракочевић     |           |
| Ивана Велиновић     |           |